# Guillermo Brown y Chitty
Guillermo Brown y Chitty (13 de febrero de 1812-6 de septiembre de 1875) fue un comerciante y hacendado argentino, hijo del almirante Guillermo Brown, prócer de la independencia argentina.

## Biografía
Guillermo Brown y Chitty, hijo mayor de Guillermo Brown y de Isabel Chitty, nació en Lambeth, Londres, Inglaterra, el 13 de febrero de 1812.
En febrero de 1813 llegó a la ciudad de Buenos Aires con su madre y su hermana Elisa Brown a encontrarse con su padre, que acababa de comprar la fragata Industria con Guillermo Pío White y planeaba asentarse definitivamente en la ciudad.
En Buenos Aires se educó en la escuela de Margarita Hyne, dedicándose luego al comercio y a la administración de los bienes propios y familiares en la Banda Oriental. Fue también estanciero en la provincia de Entre Ríos y uno de los fundadores del Stranger's Club, el Club de Residentes Extranjeros fundado en mayo de 1841 en el local de la antigua Fonda de los Tres Reyes, considerado el club más antiguo de Sudamérica.
En abril de 1842 el almirante Brown recibió a bordo del bergantín Belgrano, frente al puerto de Montevideo, a tres ciudadanos de la plaza bloqueada que deseaban elevar un memorial en nombre del comercio uruguayo. Brown les advirtió que, en tanto se hallaba a las órdenes de la Confederación Argentina, durante la reunión no admitiría tratar temas de carácter político. Tras finalizar el encuentro con la promesa de poner el memorial en conocimiento del gobierno de Juan Manuel de Rosas, con sorpresa encontró entre los firmantes a su propio hijo.
En 1843, Guillermo Brown y Chitty viajó a Inglaterra y a su regreso se estableció en Montevideo, dedicándose nuevamente al comercio. 
Se había casado en primeras nupcias el 7 de octubre de 1837 con Angélica Celedonia Blanco y Vila, hija del constituyente uruguayo Juan Benito Blanco y de María Casimira Vila, con quien tuvo cuatro hijos, Guillermo Brown y Blanco (1838-1882), Eduardo Brown y Blanco (1840-?), Juan Benito Brown y Blanco (1842-?) y Celedonia Natividad Leoncia Brown y Blanco (1843-?).
Tras enviudar, se casó en segundas nupcias con Laura Berra. Se conserva un retrato al óleo realizado por su pariente político Juan Ildefonso Blanco.
Falleció el 6 de septiembre de 1875, a los 63 años.